# Distrito de Cabanillas
El distrito peruano de Cabanillas es uno de los 5 que constituyen la Provincia de San Román, ubicada en el Departamento de Puno, bajo la administración del Gobierno regional de Puno en la República del Perú.
Desde el punto de vista jerárquico de la Iglesia católica forma parte de la diócesis de Puno en la arquidiócesis de Arequipa.

## Historia
El distrito fue creado mediante Ley n.º 12963 del 28 de febrero de 1958, en el gobierno del Presidente Manuel Prado y Ugarteche. A pesar de su reciente creación política, la historia de la cultura de Cabanillas es milenaria. “Al igual que otros lugares fue poblado, sembrado, habitado y abandonado desde los tiempos aurorales de las invasiones asiáticas hasta los aciagos y gloriosos tiempos de hoy” (PZB p. 19).
Testimonios de su desarrollo cultural preinka son las chullpas de Pukarilla, Huertas, Inkapaqarita y Pukaqaqa. En el incanato floreció bajo el yugo imperial, y durante la Colonia hispana se reflejó el sello de la dominación con la masificación de los apellidos foráneos. Cansados de la opresión, las poblaciones de este territorio también se sumaron a la rebelión de los Túpac Amaru, cuyos habitantes dirigidos por el prócer Juan Mamani ofrecieron su sangre en aras de la libertad. En las primeras décadas de la República el territorio de Cabanillas fue tomado por el gamonalismo, cuyas tierras en casi un 80% pasaron a ser parte de las haciendas.
Algunos documentos de los albores de la República hacen referencia que en las inmediaciones de la actual capital distrital, ya se habían asentado algunas familias, debido a que por esa zona existía un puente que unía a las poblaciones de Cabana y Cabanilla; dicho puente inclusive habría sido reconstruido gracias al gesto filantrópico de Juan Bustamante en el año de 1850, lo cual atrajo a más personas para que allí se afincaran formando caseríos o cabañas. Gracias a este puente es que este sector logra tener importancia, y las sucesivas autoridades del siglo XIX se preocuparon por mejorar a este elemento vial que inicialmente le dio vigor social, y a la que bautizaron como Cabanillas.
Deustua, que es la actual capital del distrito, resurgió gracias a que en este lugar, allá por años de 1873, la compañía de Enrique Meiggs, ha determinado instalar la Estación ferroviaria de Cabanillas, lo que aglutinó personas de diversa procedencia. Esta vía férrea al lado de la carretera que une las ciudades de Juliaca y Arequipa, le dieron una personalidad social progresista. La capital distrital lleva tal denominación para perpetuar la memoria del general Alejandro Deustua quien ejerció la Prefectura del departamento de Puno entre 1848 y 1851.
Por Decreto del 2 de mayo de 1854 don Ramón Castilla integró a la Provincia del Cercado de Puno al distrito de Cabana de la que también era parte Cabanillas. El 5 de diciembre de 1908 el presidente Augusto B. Leguía promulgó la Ley N.º 904 por la cual se trasladó la capital del distrito de Cabana a la emergente localidad de Deustua. En esa condición un 6 de septiembre de 1926, en virtud de la Ley N.º 5463 el distrito de Cabana pasa a integrar la nueva provincia de San Román. El 28 de febrero de 1958 se promulga la Ley N.º 12963 que desdobla el distrito de Cabana, creándose así oficialmente el nuevo distrito de Cabanillas con su capital Deustua. (Ver anexo N.º 18).
Hoy es un pueblo pequeño pero moderno, con los servicios básicos en funcionamiento, con agitada vida social sin renunciar a su hálito campestre. La carretera asfaltada que une las ciudades de Juliaca y Arequipa le viene dando un rostro de avanzada.

### Combate de Cabanillas
Entre 1894 y 1895, en el país, las tendencias políticas se dividieron en dos sectores: el oficialismo, al mando de Andrés Avelino Cáceres y los coalicionistas o fuerzas rebeldes, encabezado por Nicolás de Piérola. En el departamento de Puno estas pugnas se manifestaron de manera violenta.
El 16 de octubre de 1894, de 4 a 7 de la mañana, sucedió el primer combate que terminó en las calles de la ciudad de Puno. Las tropas oficialistas al mando del coronel Galdós, luego de derrotar a las huestes rebeldes dirigidas por el Dr. Belisario Barriga, tomaron la ciudad lacustre. Saldo del combate: más de 60 muertos, numerosos heridos y medio centenar de presos.
Las fuerzas oficialistas una vez que lograron retomar el control de Puno y Juliaca, instalaron en esta última ciudad su Cuartel General. El militar Reyes hacía de jefe de la plaza de Juliaca.
El 5 de marzo de 1895 aconteció la contienda de mayor significación entre caceristas y pierolistas. Ocurrió el Combate de Cabanillas, entre las fuerzas oficialistas de Pedro Más y las tropas coalicionistas del Coronel Ramón Chaparro, enviadas de Arequipa por el coronel Yessup. Los caceristas superaban los 800 hombres, en tanto, sus contendientes formaban un contingente menor.
Los caceristas en Cabanillas tomaron posiciones en Corasía, las laderas del sector Este del Kenakuturi y las primeras y rústicas viviendas de la naciente población, apuntando sus armas hacia el Oeste, en espera del tren que tuvo que detenerse por la vía obstruida. Los pierolistas desembarcaron en Kork’echupa, y avanzaron contra el enemigo parapetado. El combate empezó a las 10.30 de la mañana. Los pobladores nativos, que hasta ese momento contemplaban casi distraídos los desplazamientos militares, se asustaron por los disparos, gritos, heridos y muertos.
Los caceristas resistieron varios asaltos de los desordenados pierolistas que lograron tomar el pueblo y capturaron algunas trincheras del cerro e inclusive de Corasía. La batalla se generalizó, hasta que fue menguando el ataque y cambiando de sentido. Salieron de sus refugios los caceristas y pasaron al contraataque. A eso de la una de la tarde la batalla estaba decidida. Los pierolistas huían en diferentes sentidos y los caceristas les disparaban.
Algunas personas calcularon entre 200 y 250 los muertos de ambos bandos. La población civil socorrió a los pocos sobrevivientes y enterró a los muertos; tiempo después juntaron los restos de los pierolistas y los colocaron en una fosa común donde se construyó la actual iglesia.

## Geografía
Tiene una superficie territorial de 1,267.06 km², y allí habita una población que sobrepasa los 5 180 habitantes; es decir que, territorialmente, el distrito de Cabanillas, ocupa más del 55% de la superficie provincial.
La capital del distrito es el pueblo de Deustua que se encuentra sobre los 3885 m s. n. m. y entre las coordenadas: 15° 38′ 14″ de latitud sur y 70° 20′ 39″ de longitud oeste; dicha capital está ubicado a orillas del río Cabanillas y en las faldas del imponente cerro Kenakuturi, que es considerado como su apu tutelar.

## Centros poblados
El distrito de Cabanillas cuenta con los centros poblados siguientes:
| - Achacuni - Acuñoyo - Alto Toroya - Anchata - Aziruni - Añavile - Cahuarani - Camusani - Centro Experimental Quimsachata - Chillo | - Chincani - Cupe - Deustua - Huancane Chico - Huertas - Ixsuya - Jucuyani - Laripata - Layuni - Lumbaya | - Parcuyo - Pasto Grande - Pichinchuani - Puca Chupa - Pumite - Quimsachata - Quita - San Cristóbal Coallaca - Silluta - Sinocachi | - Surani Buenavista - Surqui Bellavista - Tambo Blanco - Taya Taya - Tincopalca - Zona Alta Aziruni - Zona Baja Aziruni - Zona Media Aziruni |

## Autoridades

### Municipales
- 2015 - 2018[4]
  - 'Alcalde'Jesus Quispe Mamani
  - Regidores:

## Festividades
- 16 de julio: Virgen del Carmen.
- 15 de mayo: Aniversario del distrito.